# Domino Effect
| Recensione | Giudizio |
| ---------- | -------- |
| AllMusic   |          |

Domino Effect è l'ottavo album in studio della rock band svizzera Gotthard, pubblicato nell'aprile del 2007 dalla  Nuclear Blast. L'uscita è stata anticipata dalla pubblicazione del singolo The Call nel marzo dello stesso anno.
Le melodie e i riff di chitarra del disco sono molto più scuri e cattivi che in passato, facendo di questo probabilmente il lavoro più cupo dell'intera discografia del gruppo. Le sessioni di registrazione hanno avuto inizio nel gennaio del 2007. L'album ha debuttato direttamente al primo posto della classifica svizzera, mantenendolo per due settimane consecutive.
Per promuovere il tour promozionale collegato all'album, è stata messa in commercio una versione speciale in doppio CD denominata Ltd. Tour Edition, contenente l'album originale più un secondo disco registrato dal vivo in acustico per la radio tedesca SWR1 il 27 luglio 2007.
È stato ristampato anche in un'edizione speciale per il mercato americano il 18 settembre 2007, con l'aggiunta delle tracce bonus Lift U Up ed Anytime Anywhere (provenienti dall'album Lipservice) e le loro rispettive versioni in lingua spagnola.
Nel 2008, durante la prima edizione dei neonati Swiss Music Awards, Domino Effect è stato premiato come Miglior album pop/rock nazionale.

## Tracce
Versione standard
1. Master of Illusion – 3:56 (Steve Lee, Leo Leoni, Freddy Scherer, Danny Lee Nuccio)
2. Gone Too Far – 3:55 (Lee, Leoni)
3. Domino Effect – 3:48 (Lee, Leoni, Scherer, Fredrik Thomander, Anders Wikström)
4. Falling – 3:35 (Leoni)
5. The Call – 3:55 (Lee, Leoni, Scherer)
6. The Oscar Goes to... – 4:21 (Lee, Leoni, Scherer, Thomander, Wikström)
7. The Cruiser (Judgement Day) – 4:27 (Lee, Leoni, Scherer, Lee Nuccio)
8. Heal Me – 3:47 (Lee, Leoni)
9. Letter to a Friend – 3:54 (Lee, Leoni)
10. Tomorrow's Just Begun – 4:02 (Lee, Leoni)
11. Come Alive – 2:51 (Lee, Leoni, Thomander, Wikström)
12. Bad to the Bone – 3:39 (Lee, Leoni)
13. Now – 4:12 (Lee, Leoni, Scherer)
14. Where Is Love When It's Gone – 4:10 (Lee, Leoni, Thomander, Wikström)
15. Can't Be the Real Thing – 3:41 (Lee, Leoni, Hena Habegger) – Traccia bonus
16. Superman – 4:03 – Traccia bonus esclusiva della versione asiatica

Versione americana
1. Master of Illusion – 3:56 (Lee, Leoni, Scherer, Lee Nuccio)
2. Gone Too Far – 3:55 (Lee, Leoni)
3. Domino Effect – 3:48 (Lee, Leoni, Scherer, Thomander, Wikström)
4. Falling – 3:35 (Leoni)
5. The Call – 3:55 (Lee, Leoni, Scherer)
6. The Oscar Goes to... – 4:21 (Lee, Leoni, Scherer, Thomander, Wikström)
7. The Cruiser (Judgement Day) – 4:27 (Lee, Leoni, Scherer, Lee Nuccio)
8. Heal Me – 3:47 (Lee, Leoni)
9. Letter to a Friend – 3:54 (Lee, Leoni)
10. Tomorrow's Just Begun – 4:02 (Lee, Leoni)
11. Come Alive – 2:51 (Lee, Leoni, Thomander, Wikström)
12. Bad to the Bone – 3:39 (Lee, Leoni)
13. Now – 4:12 (Lee, Leoni, Scherer)
14. Where Is Love When It's Gone – 4:10 (Lee, Leoni, Thomander, Wikström)
15. Can't Be the Real Thing – 3:41 (Lee, Leoni, Habegger)
16. Anytime Anywhere – 4:16 (Lee, Leoni, Mary Susan Applegate)
17. El traidor / Anytime Anywhere (versione spagnola) – 4:16
18. Lift U Up – 2:58 (Lee, Leoni, Applegate, Fredrik, Wikström)
19. Tu pasión / Lift U Up (versione spagnola) – 2:58
20. Anytime Anywhere – Video

CD bonus della Ltd. Tour Edition
1. Hurry – 4:16 (Lee, Leoni, Chris von Rohr, Vic Vergeat)
2. Let It Be – 5:31 (Lee, Leoni, von Rohr)
3. Come Alive – 4:19 (Lee, Leoni, Thomander, Wikström)
4. One Life, One Soul – 4:27 (Lee, Leoni, von Rohr)
5. Lift U Up – 4:11 (Lee, Leoni, Applegate, Thomander, Wikström)
6. Hush – 5:34 (Joe South)

## Formazione
- Steve Lee – voce
- Leo Leoni – chitarre
- Freddy Scherer – chitarre
- Marc Lynn –  basso
- Hena Habegger –  batteria

### Altri musicisti
- Nicolò Fragile – tastiere
- Chung Gao – violino in Falling
- Ceck Formanti – tromba in Falling
- Lino Rigamonti – fisarmonica in Where Is Love When It's Gone
- Flavio Hochtrasser – cori (tracce 3, 8, 11, 12, 13, 14)
- Danny Lee Nuccio – cori (tracce 8, 11, 12, 13)
- Ellen Ten Damme – cori (tracce 3, 11)
- Anders Wikström – cori in Domino Effect

## Classifiche

### Classifiche settimanali
| Classifica (2007) | Posizione massima |
| ----------------- | ----------------- |
| Austria           | 33                |
| Germania          | 22                |
| Giappone          | 32                |
| Svizzera          | 1                 |

### Classifiche di fine anno
| Classifica (2007) | Posizione |
| ----------------- | --------- |
| Svizzera          | 12        |